# Nordal Åkerman
Erik Nordal Åkerman, född 9 december 1941 i Lund, är en svensk författare och samhällsdebattör.

## Biografi
Nordal Åkerman är son till nationalekonomen, professor Johan Åkerman och Hildur Brekke. Efter att ha vägrat fullgöra militärtjänst bedrev han studier vid Lunds universitet, där han var vänsterdebattör och ordförande för  Utrikespolitiska föreningen i Lund och den socialdemokratiska studentklubben samt redaktör för Lunds studentkårs tidning Lundagård 1966–1967 och för den egna socialistiska tidskriften Konkret 1967–1969.
År 1972 disputerade Åkerman på en avhandling i historisk säkerhetspolitik. Han har därefter varit bland annat grundare av och redaktör för tidskriften Allt om Böcker från 1981 och chef för Utrikespolitiska Institutet 1984–88. Därefter har han varit publicist och författare.
Han påverkade filosofen André Gorz.
Han är sedan 1963 gift med författarinnan Sigrid Combüchen.